# Gmina Plužine
Gmina Plužine (czarn. Opština Plužine / Општина Плужине) – gmina w Czarnogórze. W 2011 roku liczyła 3246 mieszkańców. 